# Juan Jiménez
Juan Jiménez Mayor (ur. 5 sierpnia 1964 w Limie) – peruwiański polityk i prawnik, minister sprawiedliwości w latach 2011–2012. Premier Peru od 23 lipca 2012 do 31 października 2013.

## Życiorys
Juan Jiménez urodził się w 1964 w Limie. W 1994 ukończył prawo konstytucyjne na Papieskim Uniwersytecie Katolickim Peru (PUCP) w tym mieście. Po zakończeniu studiów został przyjęty w szeregi adwokatury. Został również wykładowcą na Papieskim Uniwersytecie Katolickim Peru oraz kilka innych uczelniach. Opublikował szereg prac na temat konstytucji, praw człowieka, sądownictwa, wymiaru sprawiedliwości i korupcji.
Pracował jako krajowy i międzynarodowy konsultant i ekspert w kwestiach wymiaru sprawiedliwości i praw człowieka. Brał udział w opracowywaniu reform w tym zakresie w Peru, Ekwadorze, Nikaragui i Gwatemali. Pełnił funkcję specjalnego doradcy misji obserwacyjnej Organizacji Państw Amerykańskich w czasie wyborów powszechnych w Gwatemali w 2007 oraz Paragwaju w 2008.
Zajmował wiele stanowisk w administracji publicznej. W latach 2000–2001 pełnił funkcję wiceministra sprawiedliwości w przejściowej administracji prezydenta Valentína Paniagui. Za swoje zasługi w walce z korupcją otrzymał wówczas odznaczenie Orden del Servicio Civil del Estado. Następnie został doradcą ministra spraw zagranicznych. Po dojściu do władzy przez prezydenta Ollantę Humalę, 7 sierpnia 2011 objął stanowisko wiceministra sprawiedliwości w rządzie Salomóna Lernera Ghitisa. 11 grudnia 2012 został mianowany ministrem sprawiedliwości i praw człowieka w gabinecie Oscara Valdésa.
23 lipca 2012 został mianowany przez prezydenta Humalę na stanowisko nowego szefa rządu, po rezygnacji poprzedniego gabinetu w związku ze stłumieniem protestów miejscowej ludności sprzeciwiającej się budowie kopalni złota w regionie Cajamarca. W demonstracji 3 lipca 2012, w wyniku działania służb bezpieczeństwa, zginęło pięć osób. Mieszkańcy protestowali przeciwko budowie kopalni w ramach amerykańskiego projektu „Conga”, będącego jedną z największych inwestycji zagranicznych w Peru, obawiając się zniszczenia środowiska naturalnego, w tym wysuszenia zbiorników wodnych. W sierpniu 2012 prezydent i premier ogłosili wstrzymanie budowy kopalni na okres dwóch lat, w czasie którym wykonawcy mieli być zobowiązani do zapewnienia mieszkańcom dostępu do źródeł wody.
31 października 2013 podał się do dymisji. Jego następcą z ramienia partii centrolewicowych został César Villanueva.